# Diecezja Tulle
Diecezja Tulle – diecezja Kościoła rzymskokatolickiego we Francji. Została erygowana 11 lipca 1317 roku, na terytorium należącym wcześniej do diecezji Limoges. W 1801 została zlikwidowana, ale już w 1822 przywrócono ją. W 2002 została przeniesiona ze zlikwidowanej wówczas metropolii Bourges do nowo powstałej metropolii Poitiers.